# El mas del Quiquet
El mas del Quiquet es una pintura al óleo sobre tela realizada por Pablo Picasso en 1898 en Horta de San Juan y que forma parte de la colección permanente del Museo Picasso de Barcelona; se expone en la sala 3.

## Descripción
En junio de 1898, Picasso viajó a Horta de San Juan (Tarragona), invitado por su amigo y compañero en la Escuela de la Lonja, Manuel Pallarès. La estancia duró hasta enero de 1899, cuando volvió a Barcelona y le dejó una fuerte huella: «Todo lo que sé lo he aprendido en el pueblo de Pallarès», diría Picasso años después. 

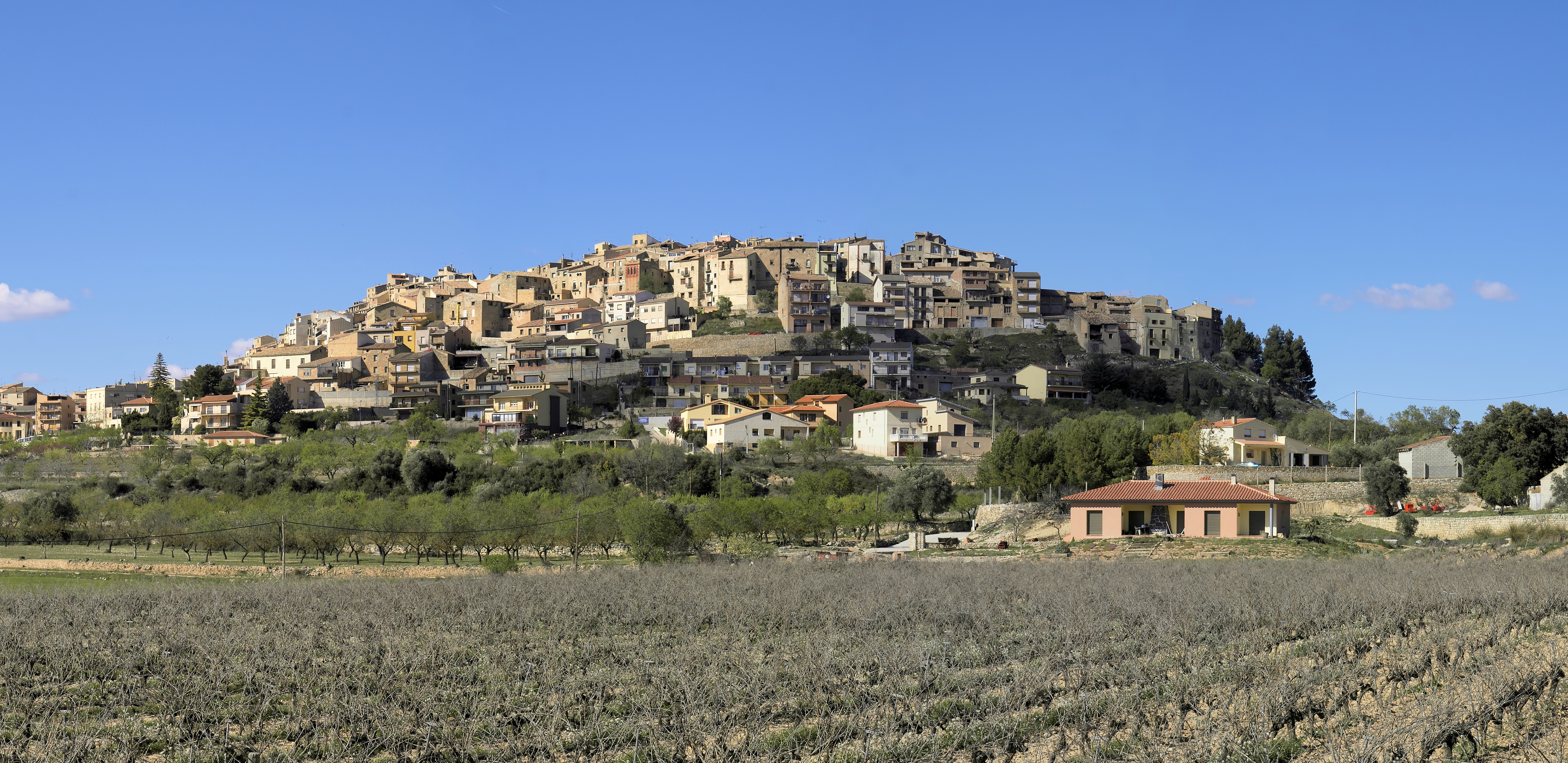
Vista general de Horta de San Juan.

El estudio del ambiente rural en todas sus facetas y del paisaje que Picasso lleva a cabo allí tiene como resultado un conjunto de dibujos y pinturas la mayoría de los cuales se encuentran en el museo. El contacto directo con la naturaleza favoreció la aparición en sus obras de un naturalismo temático y cromático que manifiesta en una total libertad de trazo y de pincelada. Es el alejamiento definitivo de las severas reglas académicas.
El ambiente cálido y fresco que se respira en el mas del Quiquet queda plasmado con la aplicación de un cromatismo nuevo y una luminosidad radiante. Dice John Richardson que Picasso lo pintó «con los tonos marilos y rosados de la Colla del Safrà, pero con mucha más sensibilidad». La estructura del más, de una considerable complejidad geométrica, estimula la creatividad del joven y le permite jugar con las zonas de luz intensa y con las de sombras, así como ejercitar la perspectiva.